# Audeux
Audeux é uma comuna francesa na região administrativa de Borgonha-Franco-Condado, no departamento de Doubs. Estende-se por uma área de 1,75 km². Em 2010 a comuna tinha 441 habitantes (densidade: 252 hab./km²).